# Helicopsyche clara
Helicopsyche clara is een schietmot uit de familie Helicopsychidae. De soort komt voor in het Neotropisch gebied.